# Lily Afshar
Lily Afshar (en idioma persa : لیلی افشار ; Teherán, 9 de marzo de 1960-Tonekabon, 24 de octubre de 2023) fue una guitarrista clásica estadounidense iraní, con gran trayectoria sobre todo en Estados Unidos.

## Biografía
Lily Afshar nació el 9 de marzo de 1960 en Teherán. De una familia azerí en Irán, comenzó a aprender guitarra a la edad de 10 años y pudo obtener un doctorado en interpretación de Universidad Estatal de Florida como la primera mujer en el mundo. Actualmente, ella está a cargo de la clase de guitarra en la Universidad de Memphis.
Según Public Radio International, Lily Afshar es «una de las mejores guitarristas clásicas del mundo». The Washington Post describió su actuación como «notable e impecable». Además, la revista inglesa England's Musical Opinion Magazine evoca «su habilidad para embrujar a su audiencia».

## Trayectoria
Afshar estudió guitarra en el Conservatorio de Música de Boston. Ganó el Premio Orville H. Gibson 2000 a la «Mejor Guitarrista Clásica Femenina», así como los premios 10.º, 11.º y 12.º de los «Premier Guitarist» anuales por el Capítulo de Memphis de la Academia Nacional de Artes de Grabación & Sciences, Inc., Afshar fue galardonads con el Distinguished Teaching Award 2008, el Eminent Faculty Award 2000 y el Distinguished Research Award 1996 en la Universidad de Memphis. Otros premios incluyen el Tennessee Premio especial artístico de la Comisión de Artes de la Fellowship en Música, el Premio Nacional de Dotación de las Artes, un Premio en la Competencia de la Fundación de la Guitarra de América, Gran Premio en el Concurso de Guitarra del Festival de Música de Aspen y Primeros Premios en la Asociación Nacional de Maestros de Música y las competencias de guitarra de la American String Teachers 'Association. Fue elegida como «Embajadora Artística» de la Agencia de Información de Estados Unidos para África.
Afshar fue una de los doce guitarristas seleccionados para tocar para Andrés Segovia en sus clases magistrales celebradas en la Universidad del Sur de California.
Afshar realizó su tesis doctoral sobre 24 Caprichos de Goya, Op. 195, for guitar by Mario Castelnuovo-Tedesco and their relation to Goya's etchings en la Universidad Estatal de Florida.

## Discografía

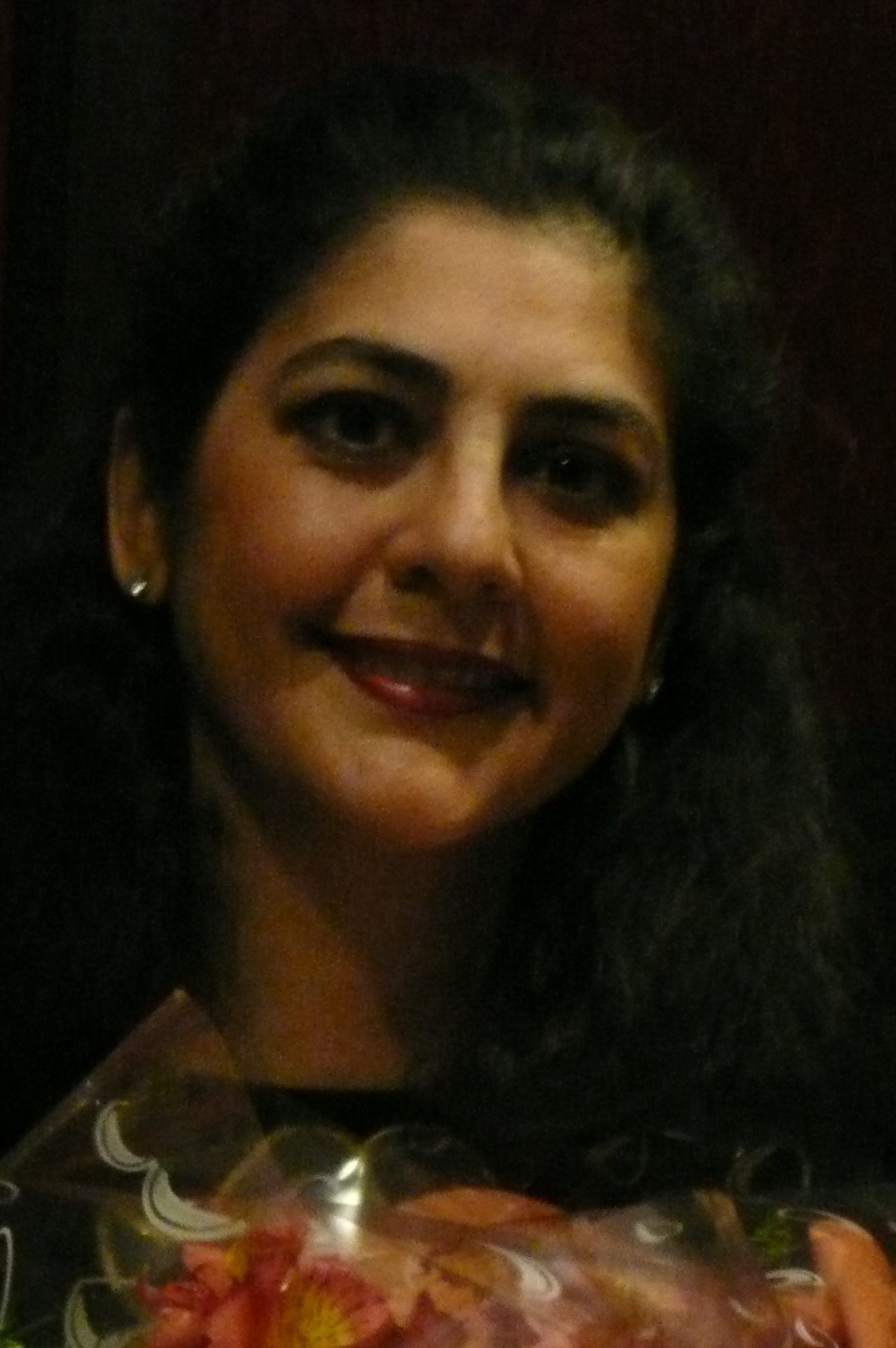
La guitarrista clásica Lily Afshar en el 2008.

- Caprichos de Goya, Op. 195 – CD, Summit Records (1994)
- A Jug of Wine and Thou – CD, Summit Records (1999)
- Possession – CD, Archer Records (2002)
- Hemispheres  – CD, Archer Records (2006)
- Virtuoso Guitar – DVD, Mel Bay (2008)
- One Thousand and One Nights – CD, Kargah-e Musiqi (2013)
- Musica da Camera – CD, Archer Records (2013)
- Bach on Fire- CD, Archer Records (2014)
- Classical Guitar Secrets Vol. 1 – DVD, Control de guitarra (2011)
- Classical Guitar Secrets Vol. 2 – DVD, Control de guitarra (2011)
- Five Popular Persian Ballads – Mel Bay (2000)
- Essential Bach for Guitar Arranged by Lily Afshar – Mel Bay (2012)
- Classical Guitar Collection Vol. 1 – DVD, Guitar Control (2016)
- Classical Guitar Collection Vol. 2 – DVD, Guitar Control (2016)
- Scarlatti and Weiss for Guitar – arreglado para guitarra por Lily Afshar, Mel Bay (2016)
- Spanish Composers for Classical Guitar – arreglado para guitarra por Lily Afshar, Mel Bay (2016)
- Valses Poeticos by Enrique Granados – arreglado para guitarra por  Lily Afshar, Mel Bay (2016)